# Villecroze
 Villecroze  (en occitano Vilacroza) es una población y comuna francesa, en la región de Provenza-Alpes-Costa Azul, departamento de Var, en el distrito de Draguignan y cantón de Salernes.

## Demografía
| 617 | 637 | 700 | 867 | 1029 | 1087 |
| Para los censos de 1962 a 1999 la población legal corresponde a la población sin duplicidades (Fuente: INSEE [Consultar]) |     |     |     |      |      |